# Filamina
As filaminas são uma classe de proteínas que contêm dois filamentos de actina em grandes ângulos. A proteína filamina em mamíferos é composta por um domínio de ligação à actina no seu terminal N, seguido por 24 módulos de repetição do tipo imunoglobulina de aproximadamente 95 aminoácidos. Existem duas regiões de dobradiça; entre as repetições 15-16 e 23-24. A filamina é clivada nessas regiões de dobradiça para gerar fragmentos menores da proteína. A filamina possui dois locais de ligação à actina com uma ligação em V entre eles, de modo que liga os filamentos de actina a uma rede com os filamentos orientados quase perpendicularmente um ao outro.
As proteínas de filamina incluem:
- FLNA
- FLNB
- FLNC

A super expressão do FLNA interrompe a regeneração das células do carcinoma da bexiga (CB), inibindo o ciclo celular e induzindo a apoptose das células do CB. Demonstrou-se também que a FLNA reduz a capacidade de motilidade e invasão das células do CB.